# جاك غراهام (قس)
جاك غراهام (بالإنجليزية: Jack Graham) هو قس أمريكي، ولد في 30 يونيو 1950 في هيوستن في الولايات المتحدة.